# Atlantic Rhapsody
Az Atlantic Rhapsody (teljes címe feröeriül: Atlantic Rhapsody - 52 myndir úr Tórshavn) az első feröeri nagyjátékfilm. Az 1989-ben bemutatott filmet Katrin Ottarsdóttir rendezte. Az 1989-es Lübecki Skandináv Filmnapokon elnyerte a Skandináv Filmintézet díját.

## Cselekmény
|  | Alább a cselekmény részletei következnek! |

Amint arra a cím is utal („52 kép Tórshavnból”), a dokumentarista játékfilm 52 egymásba fűződő jelenetet mutat be a főváros életéből. A városban lepergő 24 óra alatt a filmben különböző helyszínek, jelenetek követik egymást, amelyek között a felbukkanó szereplők vezetnek át. A film az idősek által hordozott hagyományok és a fiatalok vágyai közötti konfliktusokra, illetve a világgal való kapcsolat és a nemzeti kultúra és nyelv megőrzése között feszülő ellentétekre mutat rá.
|  | Itt a vége a cselekmény részletezésének! |

## Szereplők
| Színész             | Szerep |
| ------------------- | ------ |
| Páll Danielsen      |        |
| Erling Eysturoy     |        |
| Elin K. Mouritsen   |        |
| Katrin Ottarsdóttir |        |

## Produkció
A film alacsony költségvetéssel, mindössze 1,7 millió dán koronából készült.

## Fordítás
- Ez a szócikk részben vagy egészben az Atlantic Rhapsody című német Wikipédia-szócikk ezen változatának fordításán alapul.  Az eredeti cikk szerkesztőit annak laptörténete sorolja fel. Ez a jelzés csupán a megfogalmazás eredetét és a szerzői jogokat jelzi, nem szolgál a cikkben szereplő információk forrásmegjelöléseként.